# Howard Valentine
Howard Van Nostrand Valentine (Brooklyn, 14 december 1881 - Manhattan, 25 juni 1932) was een Amerikaans atleet.

## Biografie
Valentine behaalde tijdens de Olympische Zomerspelen 1904 de eerste plaats 4 mijl voor teams en de tweede plek op de 800 meter.

## Titels
- Olympisch kampioen 4 mijl, Team - 1904

## Palmares

### 800 m
- 1904:  OS

### 1500 m
- 1904: 7e OS

### 5000 m, team
- 1904:  OS - 27 punten